# Бобыново
Бобыново — деревня в Починковском районе Смоленской области России. Входит в состав Ленинского сельского поселения. Население — 218 жителей (2007 год). 
Расположена в центральной части области в 8 км к северо-востоку от Починка, в 4 км севернее автодороги Р96 Новоалександровский(А101) - Спас-Деменск — Ельня — Починок, на берегу реки Грязевка. В 8 км юго-западнее деревни расположена железнодорожная станция Грудинино на линии Смоленск — Рославль. 

## История
В годы Великой Отечественной войны деревня была оккупирована гитлеровскими войсками в июле 1941 года, освобождена в сентябре 1943 года.